# قائمة المواقع اليهودية في العراق

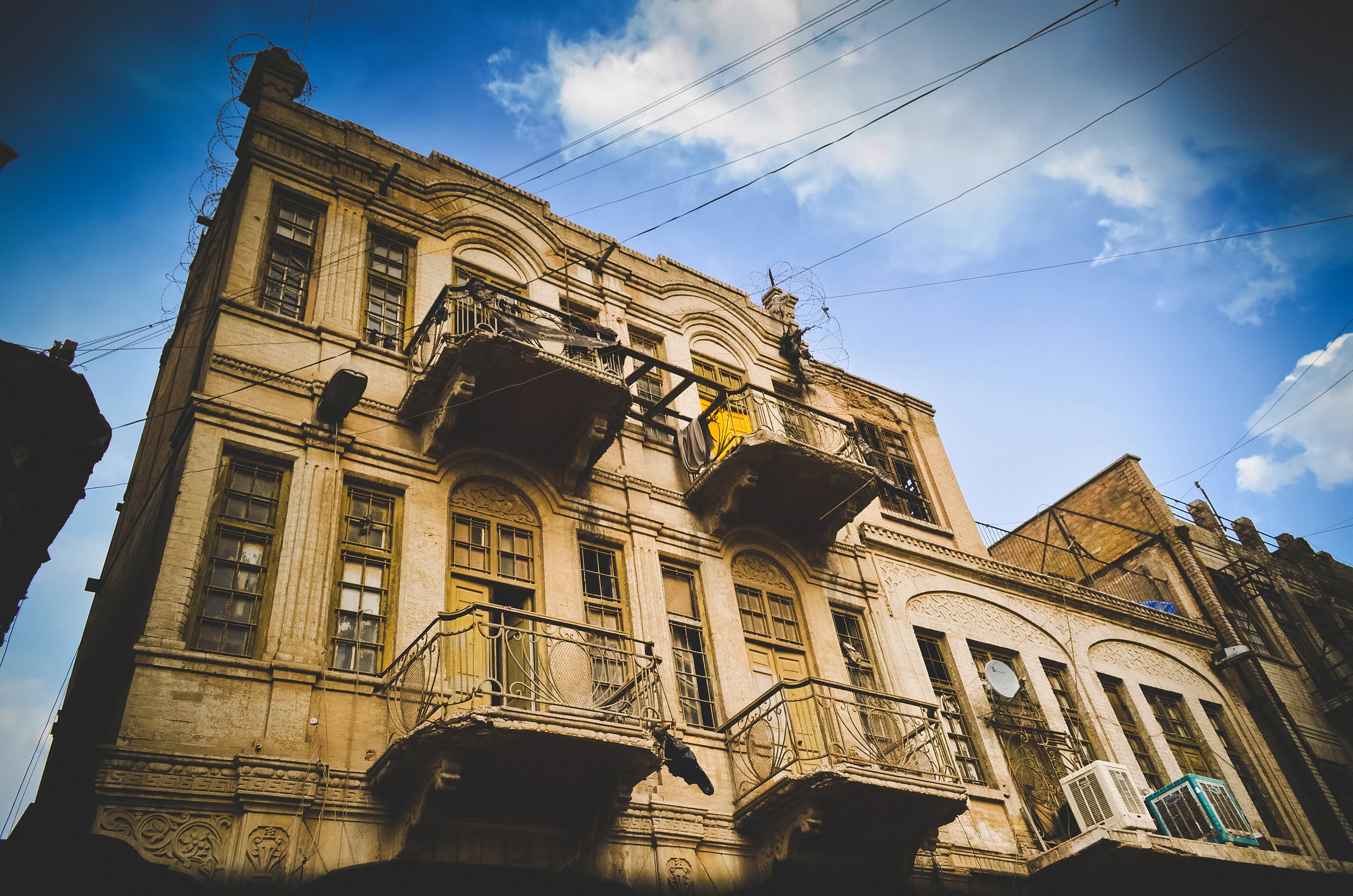
منازل يهودية قديمة في شارع الرشيد، بغداد

وفقًا لدراسة، تشمل المواقع اليهودية في العراق أكثر من 250 كنيس، و48 مدرسة يوم اليهودية، وتسعة حرم وخمس مقابر. معظمها تُركت مهجورة وتحولت إلى أنقاض بين عامي 1941 و1951 أثناء ترحيل اليهود. كانت هذه المواقع محمية جيدًا خلال حكم صدام حسين. ومع ذلك، تدهورت الحالة بعد غزو العراق.
قبل هجرة اليهود من الدول العربية والإسلامية، كان العراق موطنًا لإحدى أكبر وأقدم الجاليات اليهودية في الشرق الأوسط. كان معظمهم يعيش في بغداد، تلتها البصرة، الموصل، كركوك، تكريت ومدن رئيسية أخرى. كما كان هناك جالية مهمة من يهود كرد في أربيل. بعد إسرائيل ودولة فلسطين، يُعد العراق ثاني أكبر عدد من المواقع اليهودية في العالم، إلى جانب سوريا. تاريخ بعض هذه المواقع يعود إلى أكثر من ألف سنة.

## بغداد

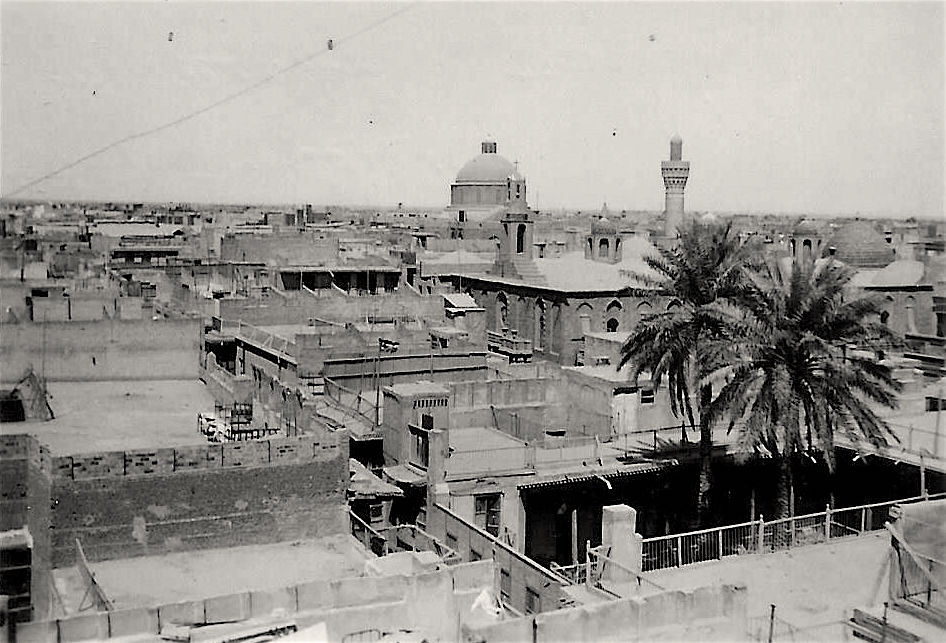
الحي اليهودي السابق في الشورجة

بغداد كانت تضم أعلى تركيز للسكان اليهود العراقيين. قبل الاضطهاد، كانت المدينة تضم 60 كنيسًا، مدارس، مستشفيات وعيادات صحية، جميعها مملوكة لليهود. تراجع عدد الكنائس العاملة مع انخفاض عدد السكان اليهود. بحلول السبعينيات، بقيت بعض الكنائس في حالة جيدة، لكن العديد منها تُرك مهجورًا. بقي حوالي 100 يهودي فقط في بغداد.
- كنيس مئير طويق بُني عام 1942 وسُمّي باسم رجل الأعمال العراقي مئير طويق. يشتهر بأسلوبه المعماري المزخرف ويضم مكتبة كبيرة ومركزًا مجتمعيًا ومدرسة يهودية. خلال الأربعينيات، كان يُستخدم كمركز تسجيل لليهود الفارين من العراق. تم ترميمه وتوسيعه في عام 1988 خلال حكم صدام حسين. اليوم هو الكنيس النشط الوحيد تحت رعاية مجموعة صغيرة من اليهود.
- كنيس شيخ اسحاق سُمي باسم إسحاق الغاوني، وهو حاخام يهودي ومحاسب مالي لعلي بن أبي طالب. في عام 1931، تم ربط الكنيس بمدرسة مسعودة سلمان. بعد هجرة اليهود، تولى المسلمون المحليون رعاية الضريح، لكنه أهمل مع مرور الوقت.[7]
- كنيس مسعودة يقع خلف بيت مسعودة في حي الشورجة السابق. اليوم محاط بالأسواق والمساجد والكنائس. تعرض لحادث تفجير شهير.[8]
- كنيس فرح قرب ساحة الفردوس في حي الشورجة التاريخي، سُمّي باسم فرحة ساسون، زوجة ديفيد ساسون من عائلة يهودية بارزة في بغداد.[9]
- كنيس عزرا ابو داوود[10]
- كنيس مسعودة شمتوف[11]
- ضريح الحاخام يوسف الجليلي[12]
- كنيس بغداد العظيم أقدم كنيس في بغداد.

## البصرة
- معبد التوراة[13]
- كنيس تويغ
- كنيس العزيزية[14]
- كنيس العصار[15]

## الموصل
- كنيس عطية
- كنيس الأحمدية
- ضريح ناحوم
- ضريح يونس
- كنيس ساسون[16]

## كركوك
- ضريح دانيال
- ضريح النبي حنانيا، المعروف بـحنين (بالعربية) أو شادراك (بالكلدانية)، أحد أنبياء اليهود، ويقع في قلعة كركوك القديمة.
- ضريح عزرا

## الحلة
- كنيس الحلة[17]
- كنيس ديفيد ساسون[17]

## مواقع أخرى
- قبر حزقيال (ذو الكفل)
- ضريح العزير
- قبر باروخ
- ضريح النبي حزقيل

### المقابر
- مقبرة يهود البصرة[18]
- مقبرة الحبيبية, بغداد

### المؤسسات

#### بغداد
- ميدراش بنت زلخا[19]
- مدرسة فرانك إيني
- مدرسة شماش

## مواقع

### بغداد
- كنيس مئير طويق
- كنيس بغداد العظيم
- مقبرة الحبيبية
- الحي اليهودي
- بيت ساسون إسكيل
- مدرسة شماش
- الحاخام عزرا دنجور
- كنيس دينا

## معرض الصور

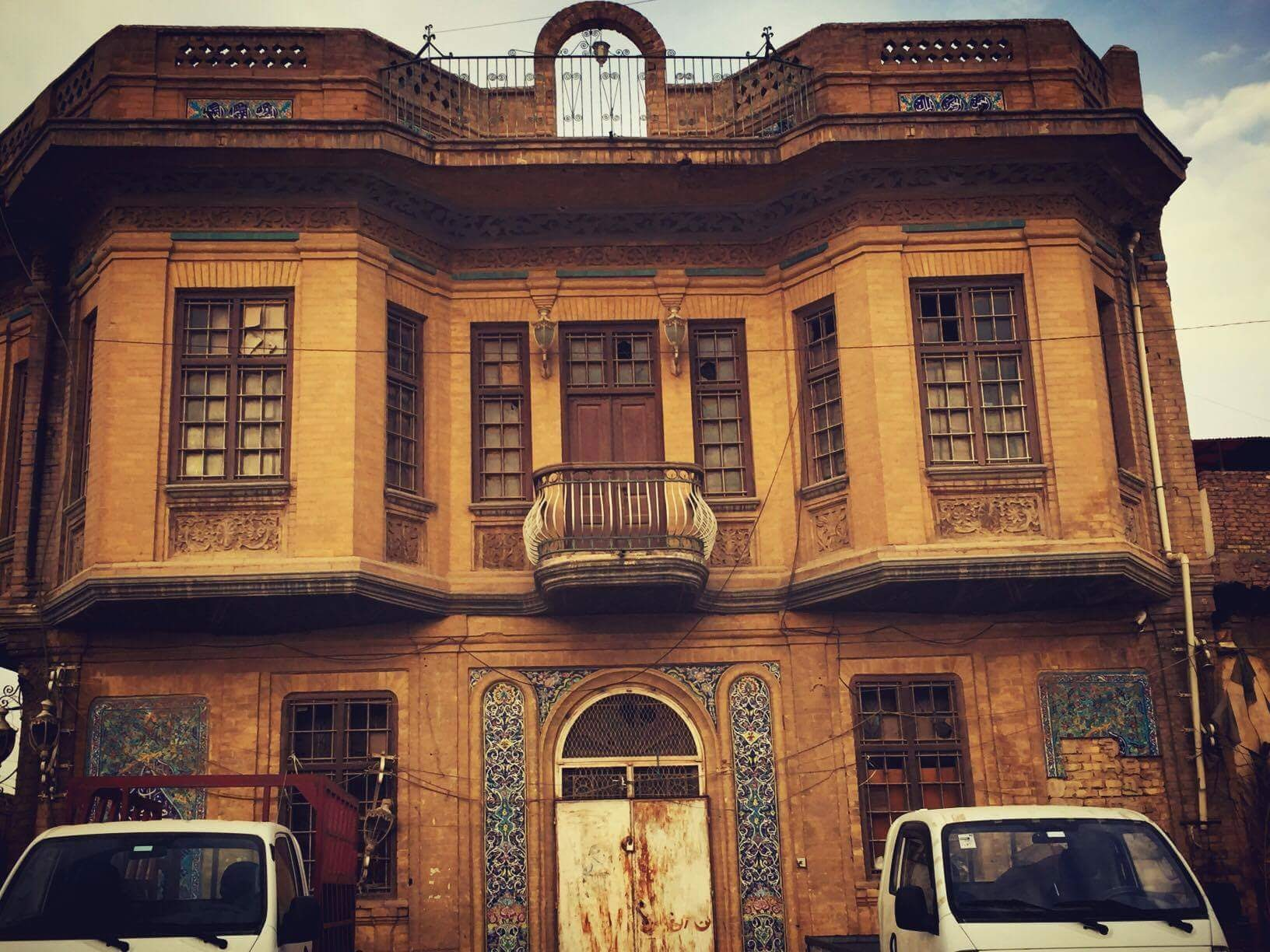
بيت ساسون حسقيل
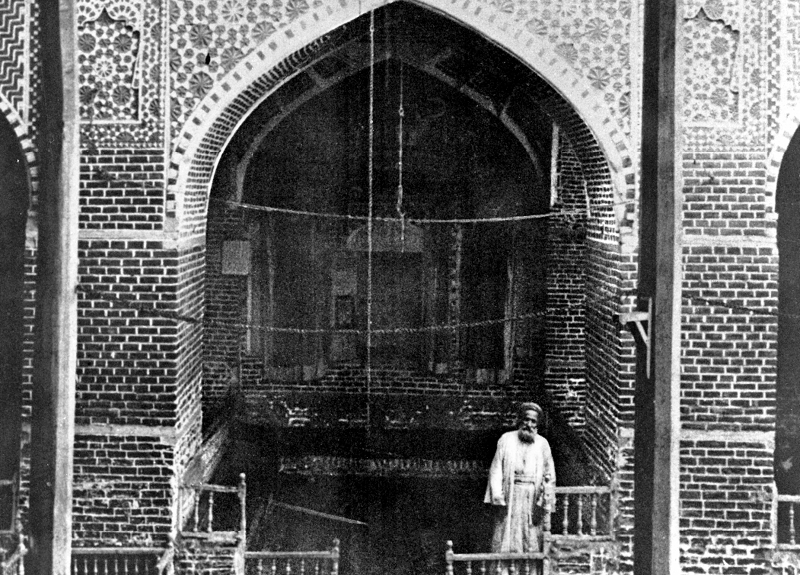
Hakham Ezra Dangoor
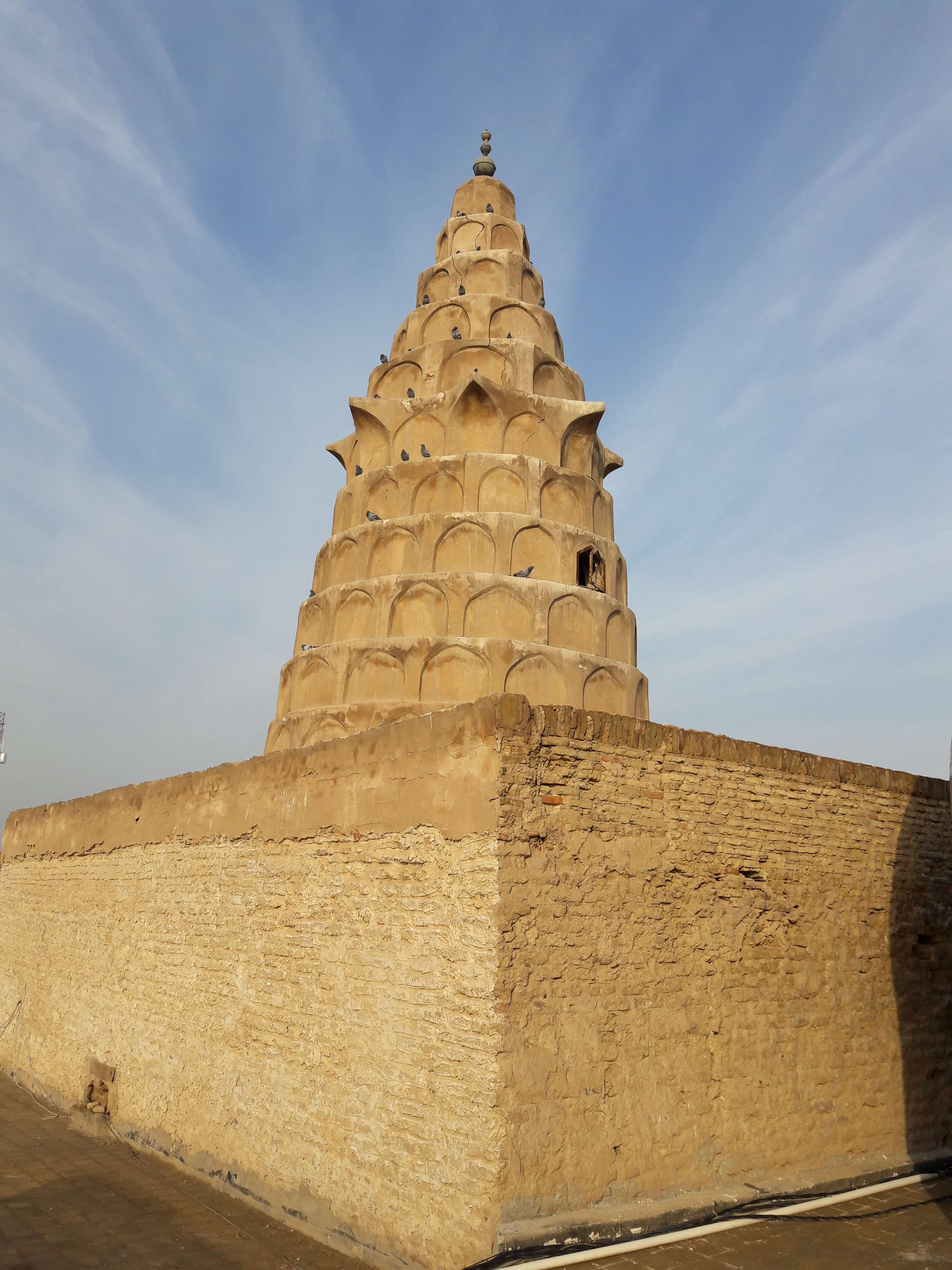
قبر حزقيال (ذو الكفل)
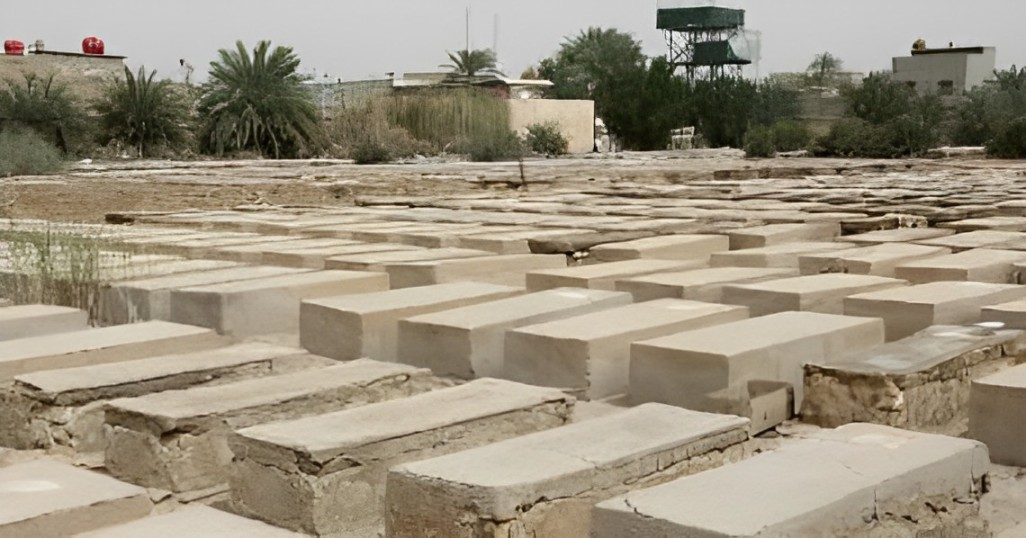
مقبرة الحبيبية, بغداد
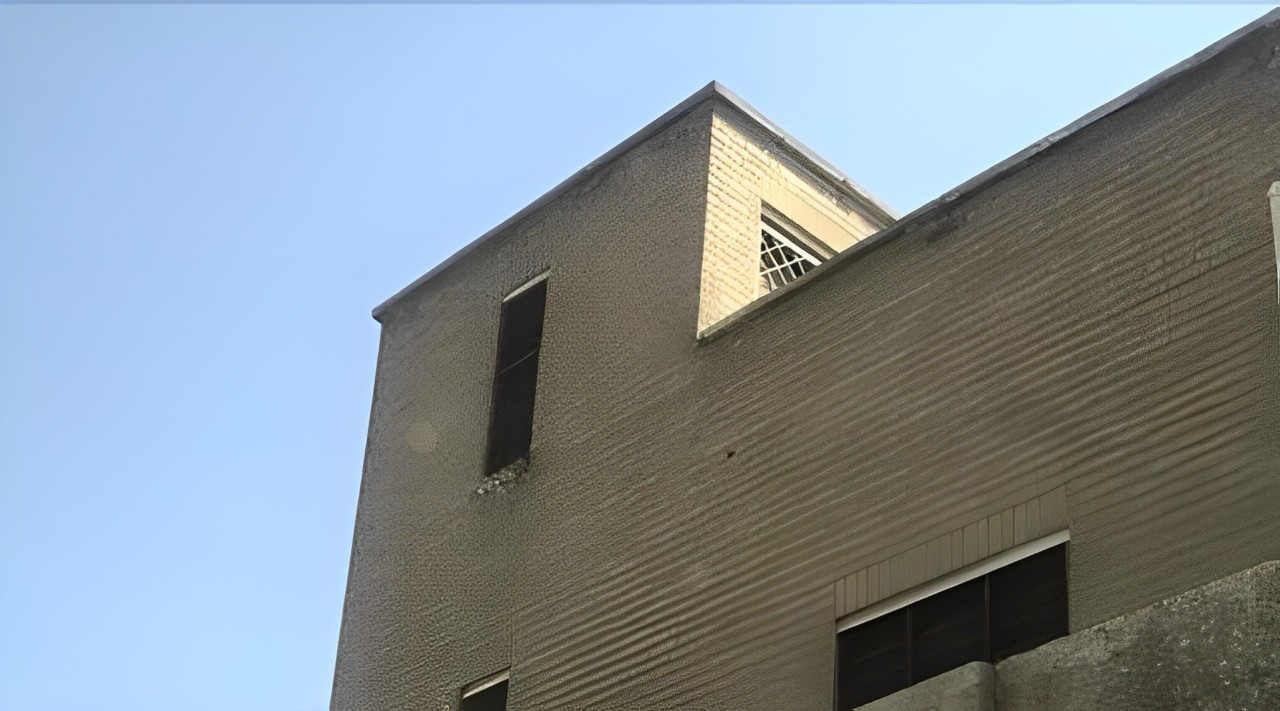
كنيس مئير طويق، بغداد